# 연방구
연방구(聯邦區, 문화어: 련방구, Federal district)는 연방제 국가를 구성하는 행정 구역 가운데 하나로 연방 정부가 직접 관할한다.

## 미국
미국 연방 정부의 수도 기능은 "컬럼비아 특별구"라는 이름으로 알려져 있는 워싱턴 D.C.가 담당한다. 미국 연방 정부는 수도와 관련이 없는 연방구도 갖고 있다. 미국연방법원은 미국의 각 주와 컬럼비아 특별구, 푸에르토리코에 연방 재판구를 두고 있다.

## 라틴 아메리카
연방구는 스페인어와 포르투갈어로 "Distrito Federal"이라는 이름으로 부른다.
- 아르헨티나: 부에노스아이레스 (자치 도시, 1994년 자치권을 부여받았음.)
- 브라질: 연방구 (브라질리아)
- 멕시코: 연방구 (멕시코시티)
- 베네수엘라: 베네수엘라 연방 속지

## 말레이시아
말레이시아의 연방 직할구는 연방 정부가 직접 관할하는 행정 구역이다. 말레이시아에는 3개의 연방 직할구(쿠알라룸푸르, 푸트라자야, 라부안)가 있다.

## 인도
인도의 연방 직할지는 주와는 달리 독자적으로 선출된 정부 기관을 갖고 있으며 연방 정부가 직접 통치한다. 인도에는 7개의 연방 직할지(안다만 니코바르 제도, 찬디가르, 다드라 나가르하벨리, 델리, 다만 디우, 락샤드위프 제도, 푸두체리)가 있다.

## 러시아
러시아의 러시아의 연방관구는 러시아의 연방 정부가 편의를 위해 설정한 행정 구역이다. 연방관구는 여러 개의 연방주체로 구성되어 있다. 연방관구에는 러시아 연방 대통령이 임명한 "전권대표"가 파견되어 각 연방주체의 활동을 감독하며 지역의 정보를 연방 대통령에게

## 같이 보기
- 연방제
- 연방주